# Аполоновка (Гомельський район)
Аполоновка (трансліт.: Apalonaŭka; біл. Апалонаўка; рос. Аполоновка) — селище в Гомельському районі Гомельської області Білорусі. Входить до складу Грабовської сільської ради.

## Населення

### Чисельність
- 2010 — жителів немає.

## Відомі особи
- Костянтин Олександрович Хлебцов (нар. 1954) — Герой Соціалістичної Праці.